# مادريغاليخو
بلدية مادريغاليخو (بالإسبانية: Madrigalejo)‏، هي بلدية تقع في مقاطعة قصرش والتي تقع في منطقة إكستريمادورا، غرب إسبانيا.
يبلغ عدد سكانها 2.122 نسمة وفقاً لإحصائية سنة (2002).

## أعلام
- مانويل خيمينيز غونزاليس
- بياتريس من البرتغال